# Embaixada do Panamá em Brasília
A Embaixada da Panamá em Brasília é a principal representação diplomática panamenha no Brasil. O atual embaixador é Flavio Gabriel Méndez Altamirano, no cargo desde 01 de junho de 2024.
Está localizada na Avenida das Nações, na quadra SES 803, Lote 09, no Setor de Embaixadas Sul, na Asa Sul.

## História
Assim como outros países, o Panamá recebeu de graça um terreno no Setor de Embaixadas Sul na época da construção de Brasília, medida que visava a instalação mais rápida das representações estrangeiras na nova capital.

## Serviços
A embaixada realiza os serviços protocolares das representações estrangeiras, como o auxílio aos panamenhos que moram no Brasil e aos visitantes vindos da Panamá e também para os brasileiros que desejam visitar ou se mudar para o país centro-americano. A embaixada é a única opção consular do país.
Outras ações que passam pela embaixada são as relações diplomáticas com o governo brasileiro nas áreas política, econômica, cultural e científica. A embaixada realiza eventos culturais relacionados a cultura do país e outros envolvendo as embaixadas. No comércio, o Brasil exporta ao Panamá muito mais que importa, entretanto, o país é famoso pelo entreposto comercial no Canal do Panamá, cuja experiência logística é estudada pelos brasileiros.